# Колелуна I (Терни)
Колелуна I је насеље у Италији у округу Терни, региону Умбрија.
Према процени из 2011. у насељу је живело 24 становника. Насеље се налази на надморској висини од 170 м.